# Тузловські лимани
Тузловські лима́ни (рум. Limanele Tuzlei) — група солоних лиманів лагунного типу в Україні, у приморській частині Бессарабії. Екосистема з 1996 року є частиною Рамсарських угідь України, що мають статус природоохоронної території. Лимани включені до Національного природного парку «Тузловські лимани», створеного відповідно Указу Президента України від 1 січня 2010 року. Розташовані на території Білгород-Дністровського району Одеської області. 

## Назва
Назва групи лиманів походить від назви селища Тузли, що розташовано на березі лиману Бурнас. Назва селища, в свою чергу, походить від тур. Tuzlu — «солоний».

## Водойми

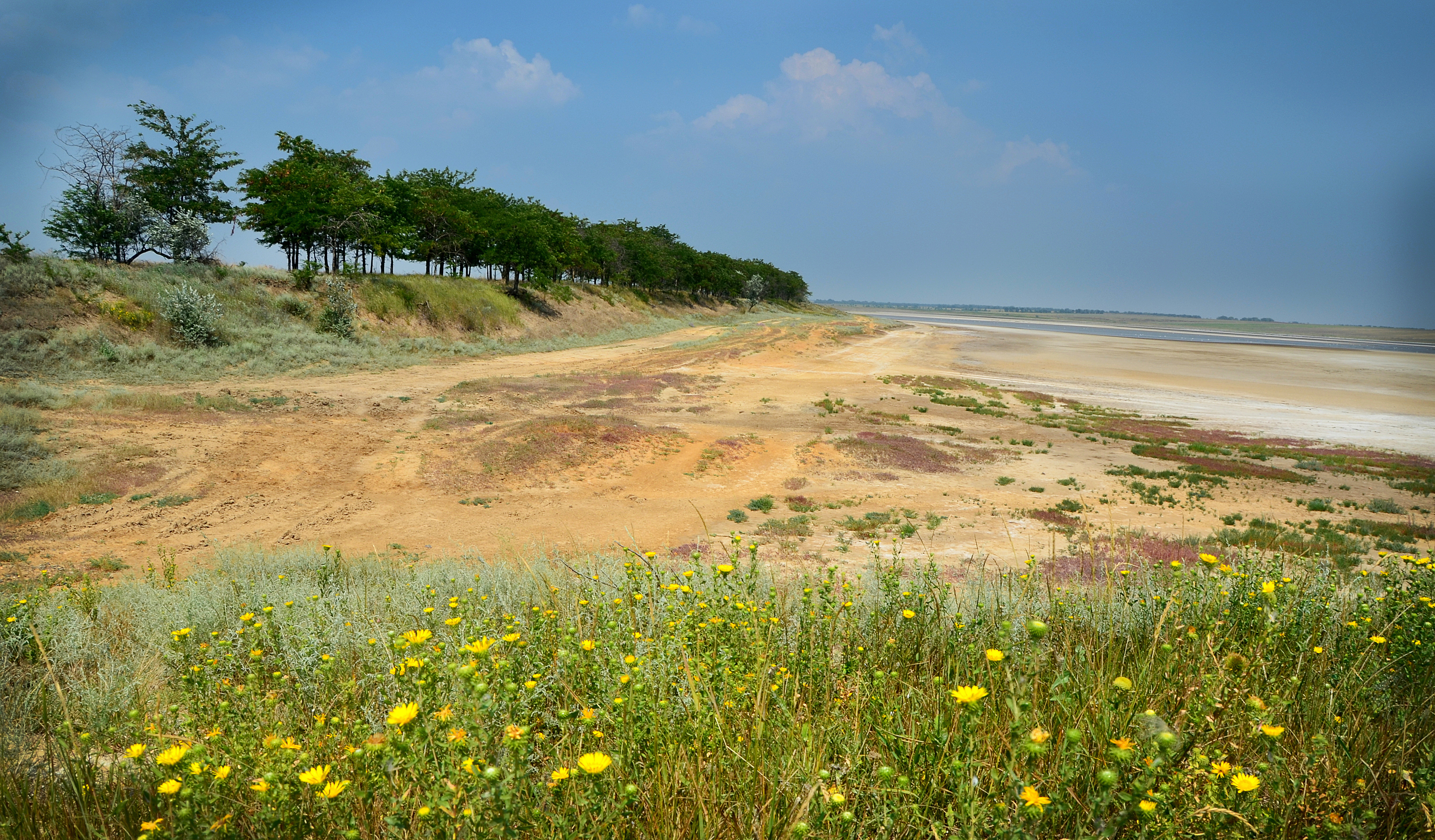
Берег Солоного лиману

Група включає три основні водойми: лимани Шагани, Алібей, Бурнас, а також ряд дрібних лагун, таких як Солоне, Хаджидер, Карачаус, Курудіол, Будури, Мартаза, Магала, Малий Сасик, Джантшей. Загальна площа лиманів становить 206 км², глибини становлять 1,6-2,5 м, в середньому 1,0-1,3 м. Від моря відмежовані піщаною косою завдовжки 29 км, 60-400 м завширшки і висотою 1-3 м над рівнем моря.
Площа лише одного з трьох великих лиманів Алібей – 72 км². Стільки ж займає, наприклад, площа міста Тернополя.

## Флора і фауна
Тузлівські лимани еко-активісти називають «пологовим будинком» риб Чорного моря. Заболочені ділянки, зарослі солестійкою рослинністю (галофітами) – ідеальне місце для нересту риб і гніздування сотень видів птахів, багато з яких – червонокнижні. Місце зупинки перелітних пернатих. Так, наприклад, журавлі та лебеді зупиняються тут, щоб поїсти і відпочити перед відльотом на південь і навпаки.

## Список приміток
1. ↑  Тузлівські лимани можуть зникнути. Що робити, щоб зупинити катастрофу. О, Море.Сity (укр.). Процитовано 2 травня 2024.
2. ↑  700 лебедів на Тузлівських лиманах: фантастичні фото. О, Море.Сity (укр.). Процитовано 2 травня 2024.